# Nimbochromis venustus
Nimbochromis venustus là một loài cá trong họ Cichlidae xuất xứ từ Hồ Malawi, châu Phi.

## Đặc điểm
Kích thước tối đa của chúng có thể lên đến 25 cm với màu sắc xanh, trắng chủ đạo, chúng có vẻ đẹp tinh tế và thanh lịch như chính tên gọi của nó, với khuôn mặt màu xanh và thân mình màu vàng. Cá cái có màu sắc kém hơn với mặt tối và thân màu bạc. Loài cá ali này rất nhạy cảm với độ Nitrat trong nước. Thay nước thường xuyên sẽ giúp cá có một môi trường sinh trưởng tốt. Trong quá trình sinh sản, cá cái đẻ lên một tảng đá bằng phẳng, sau đó cá ali đực sẽ thụ tinh cho trứng. Cá ali cái sẽ ấp trứng trong khoảng 3 tuần, sau đó nở ra cá bột. Trong nuôi nhốt thì giai đoạn này nên cho cá ăn các loại thực phẩm nhỏ, mịn, tôm ngâm nước muối. Cá Ali Venustus sử dụng những loại thực phẩm như tôm ngâm nước muối, sâu đỏ, cá nhỏ, những loại thực phẩm chứa tảo, rong.